# Урбих, Иоганн Кристоф
Барон Иоганн Кристоф фон Урбих (нем. Johann Christof von Urbich; 25 апреля 1653, Кройцбург (Тюрингия) — 17 октября 1715) — русский посол немецкого происхождения первой половины XVIII века.
Был тайным советником, затем служил датским послом в ранге министра при венском дворе в 1691—1703 годах. 
В 1703 году он по приглашению царя Петра I перешёл на российскую дипломатическую службу. В 1707—1712 годах был русским послом в Вене. 
Жизнь Урбиха малоизучена. Его деятельность оказывала определённое влияние на европейскую политику в конце XVII — начале XVIII в. В сохранившемся архиве Урбиха имеется много писем от его близкого друга Лейбница.